# Équipe d'Espagne de football au Championnat d'Europe 1996
L'équipe d'Espagne de football participe à son 5e championnat d'Europe lors de l'édition 1996 qui se tient en Angleterre du 8 juin 1996 au 30 juin 1996. Les Espagnols sont éliminés en quart de finale par l'Angleterre aux tirs au but.

## Phase qualificative
La phase qualificative est composée de huit groupes. Les huit vainqueurs de poule, les six meilleurs deuxièmes et le vainqueur du barrage entre les deux moins bons deuxièmes se qualifient pour l'Euro 1996 et ils accompagnent l'Angleterre, qualifiée d'office en tant que pays organisateur. L'Espagne termine 1re du groupe 2.
| Rang | Équipe    | Pts | J  | G | N | P | Bp | Bc | Diff |  | Résultats (▼ dom., ► ext.) |     |     |     |     |     |     |
| ---- | --------- | --- | -- | - | - | - | -- | -- | ---- |  | -------------------------- | --- | --- | --- | --- | --- | --- |
| 1    | Espagne   | 26  | 10 | 8 | 2 | 0 | 25 | 4  | +21  |  | Espagne                    |     | 3-0 | 1-1 | 3-0 | 6-0 | 1-0 |
| 2    | Danemark  | 21  | 10 | 6 | 3 | 1 | 19 | 9  | +10  |  | Danemark                   | 1-1 |     | 3-1 | 1-0 | 4-0 | 3-1 |
| 3    | Belgique  | 15  | 10 | 4 | 3 | 3 | 17 | 13 | +4   |  | Belgique                   | 1-4 | 1-3 |     | 1-1 | 2-0 | 2-0 |
| 4    | Macédoine | 7   | 10 | 1 | 4 | 5 | 9  | 18 | -9   |  | Macédoine                  | 0-2 | 1-1 | 0-5 |     | 3-0 | 1-2 |
| 5    | Chypre    | 7   | 10 | 1 | 4 | 5 | 6  | 20 | -14  |  | Chypre                     | 1-2 | 1-1 | 1-1 | 1-1 |     | 2-0 |
| 6    | Arménie   | 5   | 10 | 1 | 2 | 7 | 5  | 17 | -12  |  | Arménie                    | 0-2 | 0-2 | 0-2 | 2-2 | 0-0 |     |

## Phase finale

### Premier tour
| Groupe B |          |     |   |   |   |   |    |    |      |
|          | Équipe   | Pts | J | G | N | P | BP | BC | Diff |
| 1        | France   | 7   | 3 | 2 | 1 | 0 | 5  | 2  | +3   |
| 2        | Espagne  | 5   | 3 | 1 | 2 | 0 | 4  | 3  | +1   |
| 3        | Bulgarie | 4   | 3 | 1 | 1 | 1 | 3  | 4  | -1   |
| 4        | Roumanie | 0   | 3 | 0 | 0 | 3 | 1  | 4  | -3   |

| 9 juin  | Espagne  | 1 | 1 | Bulgarie |
| 10 juin | Roumanie | 0 | 1 | France   |
| 13 juin | Bulgarie | 1 | 0 | Roumanie |
| 15 juin | France   | 1 | 1 | Espagne  |
| 18 juin | France   | 3 | 1 | Bulgarie |
| 18 juin | Roumanie | 1 | 2 | Espagne  |

| 9 juin 1996                       | Espagne     | 1 - 1 | Bulgarie             | Elland Road, Leeds                               |                                                  |
| 14:30 · Historique des rencontres | Alfonso 74e |       | Stoichkov 65e (pen.) | Spectateurs : 24 006 Arbitrage : Piero Ceccarini | Spectateurs : 24 006 Arbitrage : Piero Ceccarini |
| 14:30 · Historique des rencontres | (Rapport)   |       |                      | Spectateurs : 24 006 Arbitrage : Piero Ceccarini | Spectateurs : 24 006 Arbitrage : Piero Ceccarini |

| 15 juin 1996                      | France        | 1 - 1 | Espagne      | Elland Road, Leeds                          |                                             |
| 18:00 · Historique des rencontres | Djorkaeff 49e |       | Caminero 86e | Spectateurs : 35 626 Arbitrage : Vadim Zhuk | Spectateurs : 35 626 Arbitrage : Vadim Zhuk |
| 18:00 · Historique des rencontres | (Rapport)     |       |              | Spectateurs : 35 626 Arbitrage : Vadim Zhuk | Spectateurs : 35 626 Arbitrage : Vadim Zhuk |

| 18 juin 1996                      | Roumanie      | 1 - 2 | Espagne                 | Elland Road, Leeds                           |                                              |
| 16:30 · Historique des rencontres | Răducioiu 29e |       | Manjarín 11e · Amor 84e | Spectateurs : 32 719 Arbitrage : Ahmet Çakar | Spectateurs : 32 719 Arbitrage : Ahmet Çakar |
| 16:30 · Historique des rencontres | (Rapport)     |       |                         | Spectateurs : 32 719 Arbitrage : Ahmet Çakar | Spectateurs : 32 719 Arbitrage : Ahmet Çakar |

### Quart de finale
| 22 juin 1996                      | Espagne                          | 0 - 0 a. p.       | Angleterre                             | Wembley Stadium, Londres                    |                                             |
| 15:00 · Historique des rencontres |                                  |                   |                                        | Spectateurs : 75 440 Arbitrage : Marc Batta | Spectateurs : 75 440 Arbitrage : Marc Batta |
| 15:00 · Historique des rencontres | (Rapport)                        |                   |                                        | Spectateurs : 75 440 Arbitrage : Marc Batta | Spectateurs : 75 440 Arbitrage : Marc Batta |
| 15:00 · Historique des rencontres | · Hierro · Amor · Belsué · Nadal | Tirs au but 2 - 4 | · Shearer · Platt · Pearce · Gascoigne | Spectateurs : 75 440 Arbitrage : Marc Batta | Spectateurs : 75 440 Arbitrage : Marc Batta |

## Effectif
Sélectionneur : Javier Clemente
| No. | Pos.      | Joueur               | Date de naissance et âge | Sélec. | Club                 |
| --- | --------- | -------------------- | ------------------------ | ------ | -------------------- |
| 1   | Gardien   | Andoni Zubizarreta   | 23 octobre 1961          | 106    | Valence CF           |
| 2   | Défenseur | Juan Manuel López    | 3 septembre 1969         | 7      | Atlético Madrid      |
| 3   | Défenseur | Alberto Belsué       | 2 mars 1968              | 12     | Real Saragosse       |
| 4   | Défenseur | Rafael Alkorta       | 16 septembre 1968        | 35     | Real de Madrid       |
| 5   | Défenseur | Abelardo             | 19 avril 1970            | 25     | FC Barcelone         |
| 6   | Milieu    | Fernando Hierro      | 23 mars 1968             | 41     | Real de Madrid       |
| 7   | Attaquant | José Emilio Amavisca | 19 juin 1971             | 10     | Real de Madrid       |
| 8   | Milieu    | Julen Guerrero       | 7 janvier 1974           | 22     | Athletic Bilbao      |
| 9   | Attaquant | Juan Antonio Pizzi   | 7 juin 1968              | 11     | CD Tenerife          |
| 10  | Milieu    | Donato               | 30 décembre 1962         | 11     | Deportivo La Corogne |
| 11  | Attaquant | Alfonso              | 26 septembre 1972        | 11     | Betis Séville        |
| 12  | Défenseur | Sergi                | 28 décembre 1971         | 18     | FC Barcelone         |
| 13  | Gardien   | Santiago Cañizares   | 18 décembre 1969         | 9      | Real de Madrid       |
| 14  | Attaquant | Kiko                 | 26 avril 1972            | 8      | Atlético Madrid      |
| 15  | Milieu    | José Luis Caminero   | 8 novembre 1967          | 18     | Atlético Madrid      |
| 16  | Défenseur | Jorge Otero          | 28 janvier 1969          | 8      | Valence CF           |
| 17  | Attaquant | Javier Manjarín      | 31 décembre 1969         | 6      | Deportivo La Corogne |
| 18  | Milieu    | Guillermo Amor       | 4 décembre 1967          | 18     | FC Barcelone         |
| 19  | Attaquant | Julio Salinas        | 11 septembre 1962        | 54     | Sporting Gijón       |
| 20  | Défenseur | Miguel Ángel Nadal   | 28 juillet 1966          | 30     | FC Barcelone         |
| 21  | Milieu    | Luis Enrique         | 8 mai 1970               | 22     | Real de Madrid       |
| 22  | Gardien   | José Molina          | 8 août 1970              | 1      | Atlético Madrid      |

## Navigation